# Actor (album)
Actor è il secondo album discografico della cantautrice statunitense St. Vincent, pubblicato nel maggio 2009 dalla 4AD. Il disco, anticipato dal singolo Actor Out of Work, è stato realizzato con l'applicazione GarageBand, mentre per gli aerofoni Annie Clark è stata supportata da Hideaki Aomori.

## Tracce
1. The Strangers – 4:05
2. Save Me from What I Want – 3:35
3. The Neighbors – 3:31
4. Actor Out of Work – 2:15
5. Black Rainbow – 4:11
6. Laughing With a Mouth of Blood – 3:02
7. Marrow – 3:24
8. The Bed – 3:43
9. The Party – 4:05
10. Just the Same But Brand New – 5:24
11. The Sequel – 1:54